# Miha Pirih
Miha Pirih, slovenski veslač, * 10. marec 1978, Jesenice.
Pirih je Slovenijo zastopal na treh olimpijadah; leta 2000, 2004 in 2008, veslal pa je v četvercu brez krmarja.